# الظاهر تمربغا الرومي
الظاهر تمر بغا الرومي، هو سلطان من المماليك البرجية، تولى عرش مصر لفترة قصيرة لا تتجاوز شهرين في سنة 1468.

## أصله ونشأته
يذكر ابن تغري بردي في كتابه النجوم الزاهرة في ملوك مصر والقاهرة أن الظاهر تمر بغا كان رومي الجنس من قبيلة أرنؤط، جلبه تاجر في صغره إلى الشام في حدود سنة 824 هـ فاشتراه الأمير شاهين الزرد كاش نائب طرابلس ثم نقل إلى ملك غيره إلى أن ملكه الملك الظاهر جقمق قبل أن يتولى السلطنة.

## في خدمة الظاهر جقمق
أعتقه الملك الظاهر وجعله من جملة مماليكه الخواص به،أن تسلطن فقربه وأدناه وجعله خاصكيا سلاحدارا مدة ثم جعله خازندارا ثم أمره في أواخر سنة 846 هـ إمرة عشرة بدلًا من آقبردى الأمير آخور الأشرفي واستمر على ذلك مدة طويلة وهو معدود يوم ذاك من خواص الملك إلى أن نقله إلى الدوادارية الثانية بدلًا من دولات باى المحمودي المؤيدي الذي رقي إلى تقدمة ألف.

## في خدمة المنصور عثمان
ظل تمر بغا في هذا المنصب حتى مات الظاهر جقمق وتسلطن بعده ولده الملك المنصور عثمان، فصار تمر بغا عند ذلك هو مدبر المملكة الفعلي، حتى وقعت الفتنة بين المنصور عثمان وبين أتابكه الأشرف إينال وهي الواقعة التي خلع فيها الملك المنصور عثمان وتسلطن من بعده الأشرف إينال ودام القتال بين الطائفتين سبعة أيام، وكان القائم على تحصين القلعة ومقاتلة الأتابك إينال هو تمر بغا مع خجداشيته الظاهرية.

## سجنه
وعندما تسلطن إينال وانتصر أمسك الملك الظاهر تمر بغا هذا وسجنه بالإسكندرية أشهرا ثم نقله إلى حبس الصبيبة بالشام، حيث ظل بالصبيبة أكثر من خمس سنين، وكانت مدة سجنه بالإسكندرية والصبيبة نحو ست سنين.

## خروجه من السجن
في أواخر سنة 862 هـ أمر الأشرف إينال بإطلاق سراح تمر بغا وأمره بالتوجه إلى دمشق ليتجهز بها ويتوجه مع موسم الحاج الشامي إلى مكة ويقيم بها، فسار تمر بغا إلى مكة وجاور بها سنة 863 هـ، حتى تسلطن الملك الظاهر خشقدم في سنة 865 هـ فعاد تمر بغا إلى القاهرة فأكرمه الملك الظاهر ثم أنعم عليه بإمرة مائة وتقدمة ألف عوضا عن جانبك الأشرفي المشد الذي قُبض عليه، وخلع عليه في اليوم المذكور باستقراره رأس نوبة النوب عوضا عن بيبرس الأشرفي خال الملك العزيز يوسف الذي قُبض عليه أيضا فدام على ذلك إلى أن أخرج الملك الظاهر خشقدم الأتابك جرباش إلى ثغر دمياط بطالا واستقر عوضه في الأتابكية الأمير قانم أمير مجلس فنقل الملك الظاهر تمر بغا إلى إمرة مجلس عوضا عن قانم المذكور، وذلك في شهر رمضان سنة 869 هـ فاستمر في إمرة مجلس إلى أن مات الملك الظاهر خشقدم في عاشر شهر ربيع الأول وتسلطن الملك الظاهر يلباى فصار الملك الظاهر تمر بغا هذا أتابك العساكر عوضا عن الملك الظاهر يلباى المذكور فعند ذلك تحقق كل أحد أن الأمر يؤول إليه.